# 中部非洲
中非（英語：Central Africa）即中部非洲地区，从撒哈拉沙漠与非洲大陆西部突起部分合围，不包括非洲大峡谷西部。有時中非單指中非共和國。区內用水全赖刚果河及其支流，流域面积仅次于亚马逊河。

## 国家列表
聯合國中部非洲次分區（英語：UN Middle Africa subregion）包括以下九個國家：
| 地区 | 国家             |
| ---- | ---------------- |
| 中非 | 安哥拉           |
| 中非 | 喀麦隆           |
| 中非 | 中非             |
| 中非 |                  |
| 中非 | 刚果民主共和国   |
| 中非 | 刚果共和国       |
| 中非 | 赤道几内亚       |
| 中非 | 加彭             |
| 中非 | 聖多美和普林西比 |

尚比亞、津巴布韋和馬拉維曾組成中非聯邦，這三國屬於聯合國東部非洲次分區，有时被认为是南非地區或中非地區。

## 殖民歷史
二十世紀初期，歐洲列強瓜分中部非洲作為殖民地。
- 法國：   （1960年8月11日獨立）、 中非 （1960年8月13日）、  喀麦隆 （1960年1月1日）、 加彭 （1960年8月17日）、  刚果共和国 （1960年8月15日）
- 比利时：  刚果民主共和国 （1960年6月30日獨立）
- 西班牙：  赤道几内亚 （1968年10月12日獨立）
- 葡萄牙：  安哥拉 （1975年11月11日獨立）、  聖多美和普林西比 （1975年7月12日）

## 中非經濟

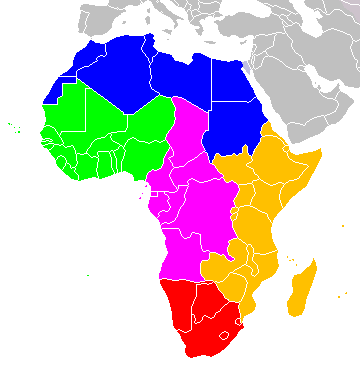
非洲分區：
非洲北部
非洲西部
非洲中部
非洲東部
非洲南部

中非國家經濟共同體（Economic Community of Central African States）
- 聯合國中部非洲次分區的九個國家：查德、中非、喀麥隆、赤道幾內亞、加彭、剛果共和國、剛果民主共和國、安哥拉和聖多美和普林西比。
- 盧安達和蒲隆地在聯合國被劃為東部非洲次分區。

查德、中非、喀麥隆、赤道幾內亞、加彭、剛果共和國六國通用中非法郎，由中非經濟貨幣共同體中央銀行發行。